# Alineamiento de piedras

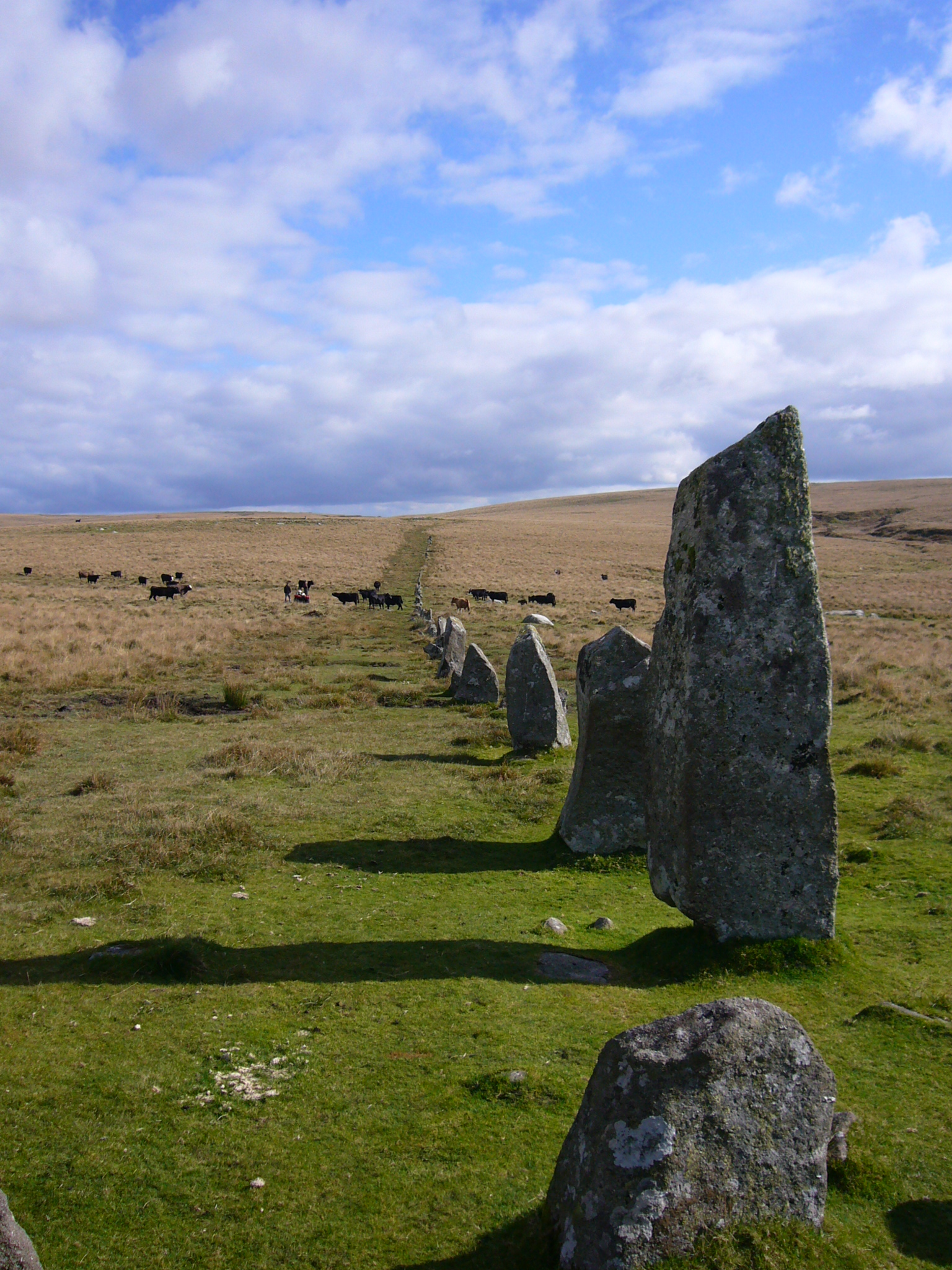
Alineamiento de piedras de Down Tor en Dartmoor, Devon del Sur, Reino Unido.

Un alineamiento de piedras (o alineación de piedras) es un ordenamiento lineal de menhires paralelos situados a intervalos a lo largo de un eje, o varios, común, usualmente datados en el Neolítico tardío o la Edad del Bronce. Las filas pueden ser individuales o en grupo , y tres o más piedras alineadas puede constituir un alineamiento de piedras. "Alignement", una palabra francesa, se ha utilizado, en inglés, para identificar las filas de piedras a lo largo de avenidas 'procesionales'.

## Descripción
Los alineamientos de piedras difieren de las avenidas prehistóricas, en que las piedras están siempre en una línea recta en lugar de seguir una ruta más bien curva. Los alineamientos de piedras puede ser de pocos metros o varios kilómetros de largo y están hecho de piedras que a veces, situados en los extremos, especialmente enterramientos en Cairnss. Las piedras se colocan a intervalos, y puede variar en altura a lo largo de la secuencia, para proporcionar un aspecto degradado, aunque no se sabe si esto fue hecho deliberadamente. Los alineamientos de piedras fueron erigidos en el Neolítico tardío y en la Edad del Bronce por los pueblos en las islas británicas, partes de Escandinavia y el norte de Francia.

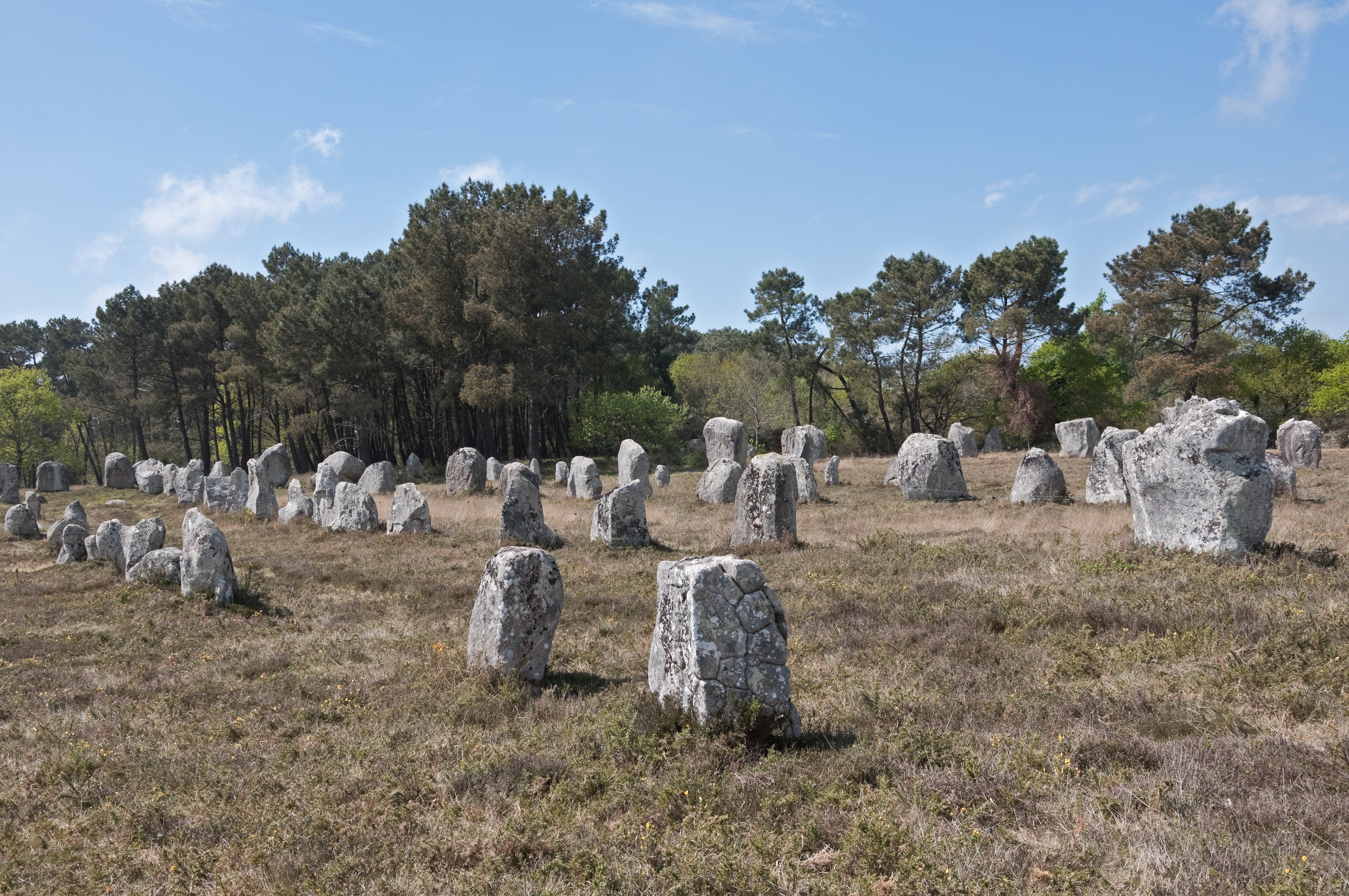
Parte del alineamiento de Kerlescan en Carnac (Bretaña, Francia).

El ejemplo más famoso son los Alineamientos de Carnac, un conjunto de filas de piedra en las cercanías de Carnac en Bretaña (Francia). Hay un gran número de ejemplos en Dartmoor incluyendo la fila en Stall Down y tres filas en Drizzlecombe y el Hill O Many Stanes en Caithness. En Gran Bretaña se encuentran exclusivamente en las zonas aisladas de páramos.

## Posible propósito
El término "alineamiento" a veces nos lleva a entender que las filas se colocaron a propósito en relación con otros factores, como otros monumentos o elementos topográficos o características astronómicas. Los arqueólogos tratan los alineamientos de piedras como elementos discretos y "alineamientos" se refiere a que las piedras están alineadas entre sí, más que a cualquier otra cosa. 
Su propósito, se piensa, fue religioso o ceremonial, quizá marcando un camino procesional. Otra teoría es que cada generación erigiría una nueva piedra para contribuir a una secuencia que muestra una presencia continua de las personas.

## Ejemplos
- Carnac - Cientos de piedras, Bretaña, Francia;
- Beenalaght - Seis piedras, County Cork, Irlanda;
- Eightercua - Cuatro piedras, County Kerry, Irlanda;
- Knocknakilla - Cuatro piedras (una caída), Condado de Cork, Irlanda.